# Heiko Gerber
Heiko Gerber (ur. 11 lipca 1972 w Stollberg/Erzgeb.) – niemiecki piłkarz i trener, reprezentant kraju.

## Kariera piłkarska
Karierę piłkarską rozpoczął w 1991 w klubie Chemnitzer FC. W klubie tym występował przez 5 sezonów, dla którego w 119 spotkaniach strzelił 9 bramek. W 1996 przeszedł do Arminii Bielefeld. Sezon 1998/99 spędził w drużynie 1. FC Nürnberg. W 1999 związał się z VfB Stuttgart. W barwach ekipy ze Stuttgartu zdobył mistrzostwo Bundesligi w sezonie 2006/07. 
Dotarł także do finału Pucharu Niemiec w sezonie 2006/07 oraz do finału Pucharu Ligi Niemieckiej w 2005. Przez 8 lat gry dla VfB zagrał w 135 spotkaniach, w których strzelił 7 bramek. W 2007 zakupiło go FC Ingolstadt 04. W sezonie 2007/08 brał udział w awansie drużyny do 2. Bundesligi. Sezon 2009/10 spędził w czwartoligowym SSV Ulm 1846. W 2010 zakończył karierę piłkarską. 
| Sezon     | Klub              | Kraj   | Rozgrywki     | Mecze | Bramki |
| --------- | ----------------- | ------ | ------------- | ----- | ------ |
| 1991/92   | Chemnitzer FC     | Niemcy | 2. Bundesliga | 6     | 0      |
| 1992/93   | Chemnitzer FC     | Niemcy | 2. Bundesliga | 19    | 4      |
| 1993/94   | Chemnitzer FC     | Niemcy | 2. Bundesliga | 32    | 1      |
| 1994/95   | Chemnitzer FC     | Niemcy | 2. Bundesliga | 32    | 4      |
| 1995/96   | Chemnitzer FC     | Niemcy | 2. Bundesliga | 30    | 0      |
| 1996/97   | Arminia Bielefeld | Niemcy | Bundesliga    | 15    | 1      |
| 1997/98   | Arminia Bielefeld | Niemcy | Bundesliga    | 28    | 1      |
| 1998/99   | 1. FC Nürnberg    | Niemcy | Bundesliga    | 24    | 2      |
| 1999/2000 | VfB Stuttgart     | Niemcy | Bundesliga    | 28    | 4      |
| 2000/01   | VfB Stuttgart     | Niemcy | Bundesliga    | 21    | 2      |
| 2001/02   | VfB Stuttgart     | Niemcy | Bundesliga    | 15    | 0      |
| 2002/03   | VfB Stuttgart     | Niemcy | Bundesliga    | 28    | 0      |
| 2003/04   | VfB Stuttgart     | Niemcy | Bundesliga    | 19    | 1      |
| 2004/05   | VfB Stuttgart     | Niemcy | Bundesliga    | 11    | 0      |
| 2005/06   | VfB Stuttgart     | Niemcy | Bundesliga    | 10    | 0      |
| 2006/07   | VfB Stuttgart II  | Niemcy | 3. Liga       |       |        |
| 2007/08   | FC Ingolstadt 04  | Niemcy | 3. Liga       | 30    | 1      |
| 2008/09   | FC Ingolstadt 04  | Niemcy | 2. Bundesliga | 20    | 0      |
| 2009/10   | SSV Ulm 1846      | Niemcy | Regionalliga  | 31    | 1      |

## Kariera reprezentacyjna
Gerber został w 1999 powołany przez trenera Ericha Ribbecka na Puchar Konfederacji 1999. Podczas tego turnieju zagrał w dwóch spotkaniach przeciwko Brazylii i Stanom Zjednoczonym. Były to jedyne mecze rozegrane przez Gerbera dla reprezentacji Niemiec. 
| Mecze i gole w reprezentacji | Mecze i gole w reprezentacji | Mecze i gole w reprezentacji | Mecze i gole w reprezentacji | Mecze i gole w reprezentacji | Mecze i gole w reprezentacji | Mecze i gole w reprezentacji |
| #                            | Data                         | Miasto                       | Przeciwnik                   | Gol                          | Wynik                        | Rozgrywki                    |
| ---------------------------- | ---------------------------- | ---------------------------- | ---------------------------- | ---------------------------- | ---------------------------- | ---------------------------- |
| 1.                           | 24.07.1999                   | Guadalajara                  | Brazylia                     |                              | 0:4                          | Puchar Konfederacji 1999     |
| 2.                           | 30.07.1999                   | Guadalajara                  | Stany Zjednoczone            |                              | 0:2                          | Puchar Konfederacji 1999     |

## Praca szkoleniowa
W 2012 rozpoczął pracę jako asystent trenera w zespole rezerw VfB Stuttgart. W 2014 został szkoleniowcem drużyny VfB Stuttgart U-16. W latach 2015–2016 pracował w drużynie Stuttgartu do 17. Od 2017 przez rok pracował jako trener drużyny VfB Stuttgart U-19.

## Sukcesy
VfB Stuttgart
- Mistrzostwo Bundesligi (1): 2006/07
- Finał Pucharu Niemiec (1): 2006/07
- Finał Pucharu Ligi Niemieckiej (1): 2005